# إدي غيلبرت
إدي غيلبرت (1 أغسطس 1905 في أستراليا - 9 يناير 1978 في أستراليا) (بالإنجليزية: Eddie Gilbert)‏ هو لاعب كريكت أسترالي. لعب مع فريق كوينسلاند للكريكت ‏.

## وصلات خارجية
- إدي غيلبرت على موقع إي آس بي آن كريك إنفو (الإنجليزية)